# وكالة الأنباء المركزية الكورية
وكالة الأنباء المركزية الكورية (بالكورية: 조선중앙통신، أو بالكورية: 조선통신사)، هي الوكالة الإخبارية المركزية الرسمية لجمهورية كوريا الديمقراطية الشعبية، وتتبع الإذاعة للحزب الشيوعي الكوري الشمالي، وقد تم حجب موقعه الإلكتروني من قبل السلطات الكورية الجنوبية حتى الآن.[بحاجة لمصدر]

## تاريخ التأسيس
أسست الإذاعة سنة 1946م، أي بعد خروج الاحتلال الياباني من شبه الجزيرة الكورية بعام، وكما أزدهرت الإذاعة الكورية بتوفر نظام الفضائي الكوري، وإنشاء التلفزة الكورية الرسمية، وغالب الأخبار تتحدث في الشأن المحلي والاقتصادي. ، بالإضافة إلى توفر الموقع الإلكتروني لوكالة الأنباء الكورية المركزية باللغات التالية: الكورية والصينية والإنجليزية واليابانية والإسبانية.

## وصلات خارجية
- KCNA.kp - English, Korean, Spanish, Chinese and Japanese KCNA website direct from North Korea.
  - 175.45.176.71 - Numerical web address for KCNA.kp.
- KCNA.co.jp - English and Korean website hosted in Japan.
- A Talk to the Officials of the Korean Central News Agency June 12, 1964 Korean Friendship Association